# Aamot-statuett
La Aamot-statuett è un premio norvegese, assegnato dall'associazione Film & Kino (già Kommunale kinematografers landsforbund) per contruibuti d'eccellenza alla produzione cinematografica norvegese. Il premio consiste in una piccola scultura bronzea di un alce creata da Arne N. Vigeland.
Il premio ha preso il nome da Kristoffer Aamot (1889–1955), direttore della Kommunale kinematografers landsforbund dal 1929, direttore generale della casa di produzione Norsk Film AS dal 1935, e direttore del bygdekino norvegese (spettacoli cinematografici itineranti) dal 1948. Ad Aamot è stato assegnato, postumo, il primo dei premi Aamot-statuett. 
La Aamot-statuett si assegnava annualmente solo in presenza di candidati, per cui per alcuni anni nessun premio è stato assegnato, mentre in altri casi ci sono stati fino a quattro vincitori. Dal 1997, tuttavia, il premio si eroga in ogni caso ciascun anno.
Al comitato della Aamot-statuett prendono parte, al 2017, Jan-Erik Holst (presidente), Christin Berg, Elisabeth Halvorsen, Silje Hopland Eik, Åge Hoffart e Guttorm Petterson (segretario).

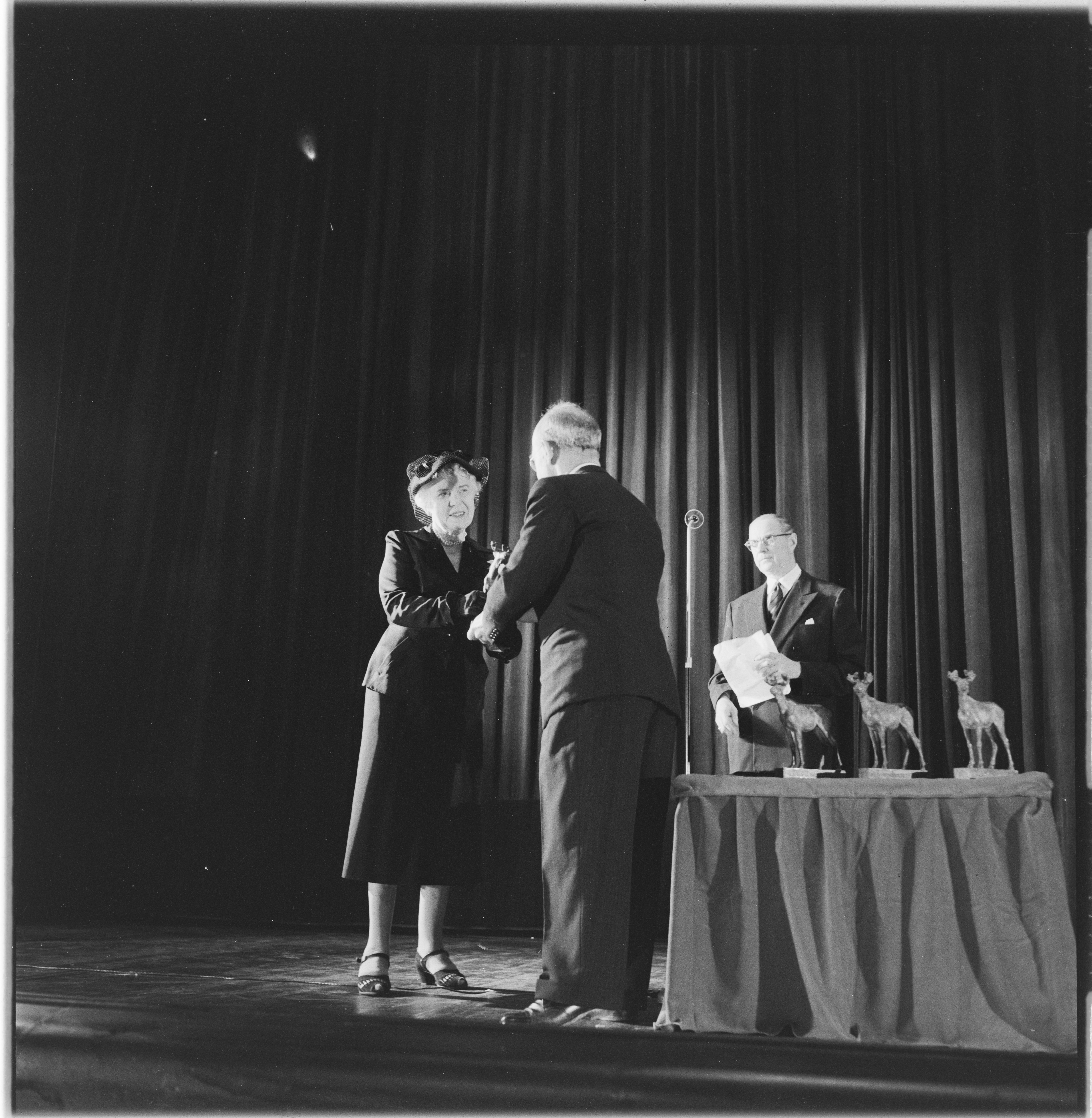
Doris, la vedova di Kristoffer Aamot riceve la Aamot-statuett nel 1955 in memoriam del marito

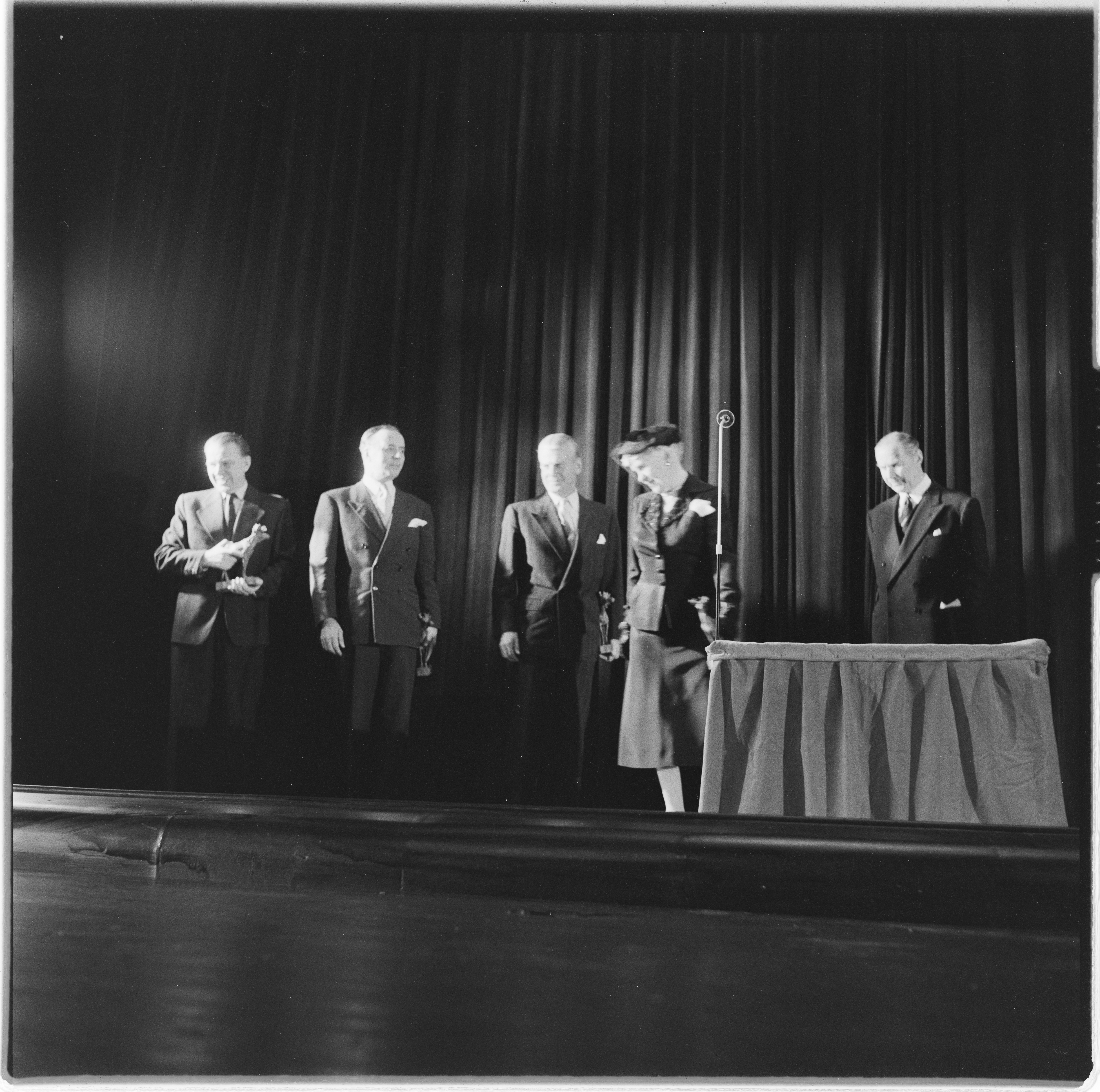
La Aamot-statuett consegnata a (da sinistra) Kåre Bergstrøm, regista, Alfred Maurstad, attore, Tancred Ibsen, regista.

## Vincitori
- 1955 direktør Kristoffer Aamot (postumo), istitutore del premio, Tancred Ibsen, regista, Alfred Maurstad, attore e Kåre Bergstrøm, regista
- 1956 Joachim Holst-Jensen, attore
- 1957 Arne Skouen, regista, Per Høst, produttore e Rolf Stranger, manager
- 1959 Wenche Foss e Henki Kolstad, attori
- 1961 Ragnar Sørensen, fotografo cinematografico, Rasmus Breistein produttore e regista, Kirsten Sonberg, produttore e Rolf Hofmo, capo divisione
- 1962 Inger Marie Andersen e Toralv Maurstad, attori
- 1964 Nils-Reinhardt Christensen, regista e Georg Resch, avvocato
- 1967 Ivo Caprino, produttore e regista, Egil Monn-Iversen, produttore e compositore
- 1970 Mattis Mathiesen, fotografo cinematografico
- 1973 Sigurd Evensmo, autore
- 1974 Arnljot Berg, regista e Arve Opsahl, attore
- 1975 Gunnar Germeten, direttore di Kommunale kinematografers landsforbund  e Carsten Byhring, attore
- 1976 Knut Andersen, regista e Ingerid Vardund, attore
- 1977 Odd Geir Sæther, fotografo cinematografico
- 1980 Espen Skjønberg, attore
- 1982 Anja Breien, regista
- 1983 Lubecca, città
- 1985 Svend Wam, Petter Vennerød, e Ola Solum, registi
- 1987 Erling Thurmann-Andersen, fotografo cinematografico
- 1988 John M. Jacobsen, produttore, e Filmkameratene, casa di produzione
- 1990 Philip Øgaard, fotografo cinematografico
- 1991 Bjørn Sundquist, attore
- 1992 Geir Bøhren e Bent Åserud, compositori
- 1995 Kortfilmfestivalen, festival di cortometraggi
- 1997 Berit Nesheim, regista
- 1998 Sigve Endresen, regista e produttore
- 1999 Lars Saabye Christensen, autore
- 2000 Liv Ullmann, attrice e regista
- 2001 Knut Erik Jensen, regista
- 2002 Jørgen Langhelle, attore
- 2003 Margreth Olin, regista
- 2004 Bent Hamer, regista
- 2005 Hans Henrik Berg, direttore di cinema di Tromsø
- 2006 John Christian Rosenlund, fotografo cinematografico
- 2007 Eskil Vogt e Joachim Trier, sceneggiatori
- 2008 Harald Paalgard, fotografo cinematografico
- 2009 Per Haddal e Pål Bang-Hansen, critici cinematografici
- 2010 Hans Petter Moland, regista
- 2011 førsteamanuensis Gunnar Strøm, assistente
- 2012 Turid Øversveen e Karin Julsrud, produttrici
- 2013 Arild Østin Ommundsen, regista
- 2014 Jan Erik Holst, editore
- 2015 Gunnar Johan Løvvik, direttore di festival, e Gisle Tveito, tecnico delle luci
- 2016 filmprodusent Synnøve Hørsdal, produttore[1].